# Wielantmolen

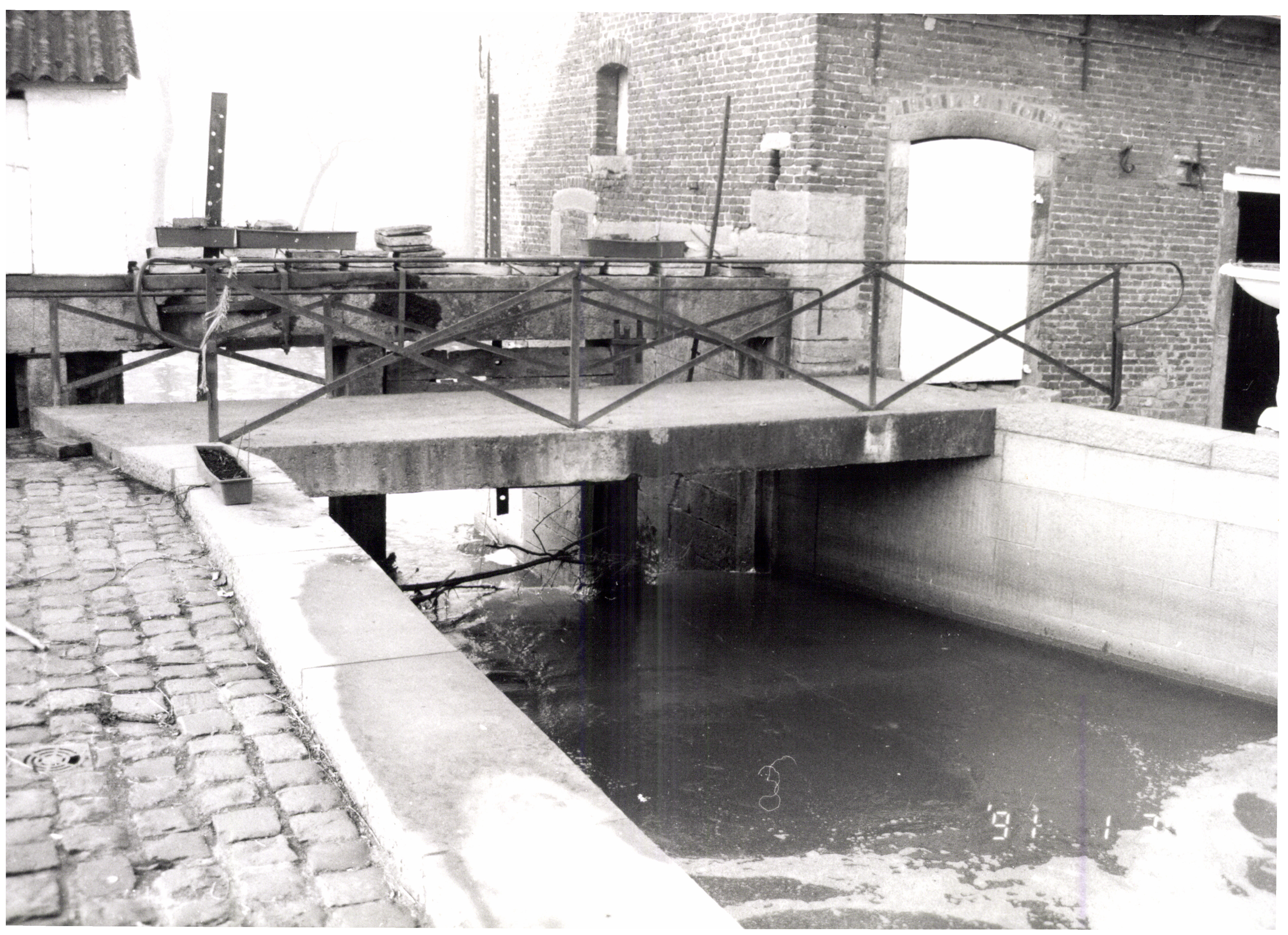
Watermolencomplex Wielant (1991)

De Wielantmolen in Tollembeek, een deelgemeente van Pajottegem, was een onderslagwatermolen met dubbel rad. De aanhorende hoeve dateert uit de 18e en 19e eeuw.

## Geschiedenis
De eerste vermelding van de molen gebeurde in 1474 als eigendom van Engelbert van Dielbeke. Na 1575 behoorde hij toe aan de erfgenamen Jehan Laverdeys. De molen werd grotendeels vernield in 1580. In 1601 waren de herstellingen nog steeds niet voltooid. 

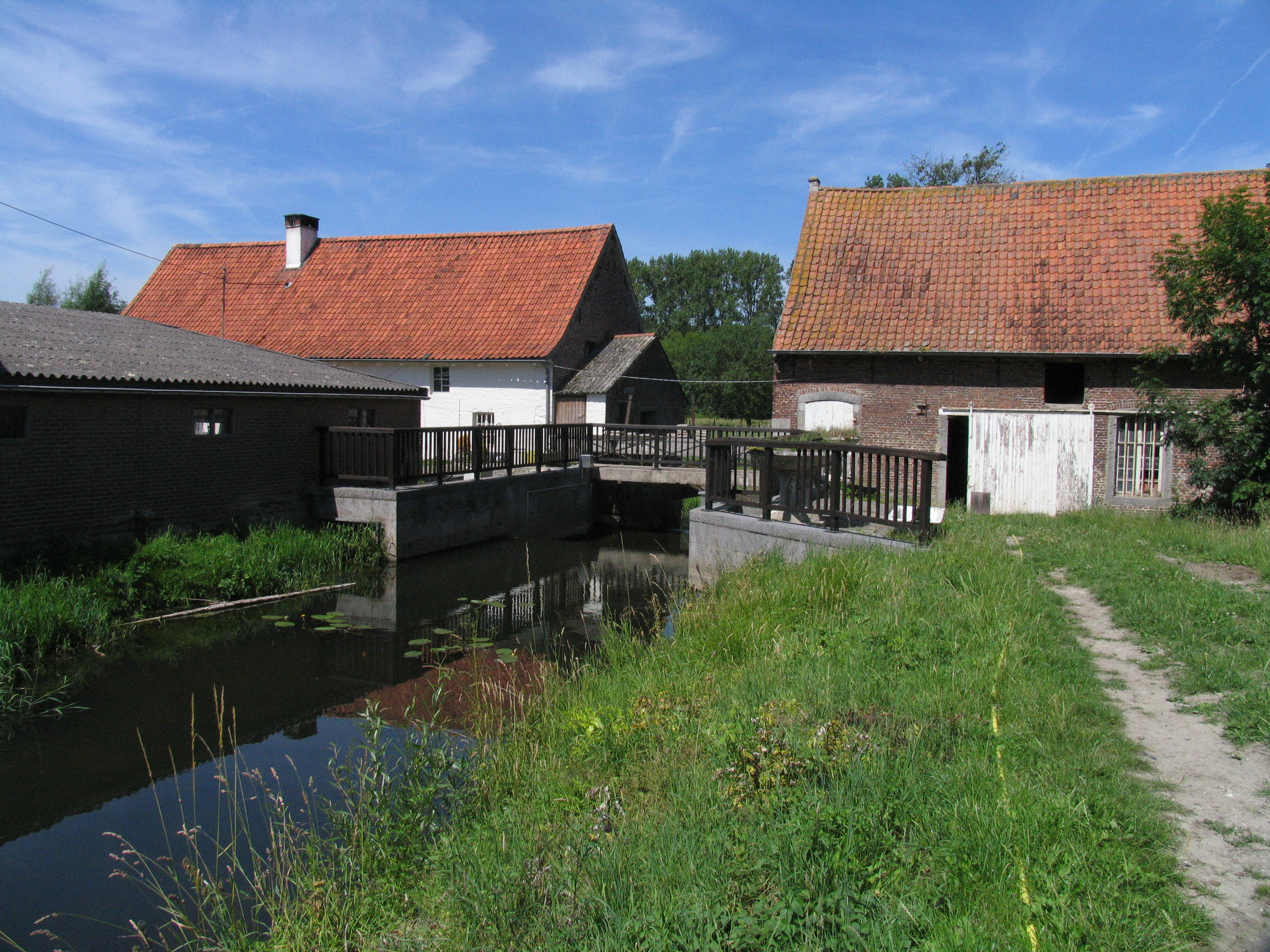
Watermolencomplex Wielant (2011)

In 1760 kocht Paul De Walkiers, de toenmalige Heer van Galmaarden, de molen en schonk hem later (1768) aan zijn zoon Jan. Hij werd in die tijd uitgebaat door Judocus Vanopdenbosch. Kort erna werd de molen aangeslagen door de Franse Staat en verkocht aan Andreas Parmentier. Deze laatste bezat nog twee molens in Galmaarden (Gemelingenmolen en Potaardeveldmolen) en woonde in Edingen. 
In 1812 werd de molen verkocht door de Prefectuur van de Dijle aan Louis Wielant, waaraan de molen zijn naam ontleent. De molen bleef vanaf dan nog drie generaties bij de erfgenamen Wielant en werd pas in 1951 verkocht aan de familie Van Belle-Van Eeckhoudt en later de familie De Mylder-Van Belle. 

## Werking
De molen bestond uit twee delen: een oliemolen en een graanmolen, elk voorzien van een houten rad. 

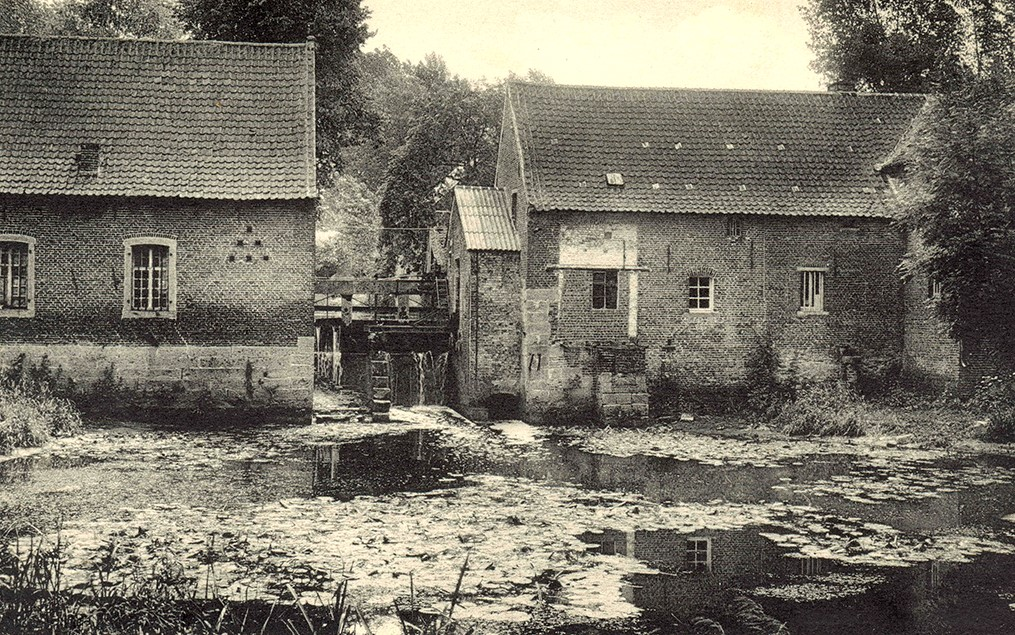
Watermolencomplex Wielant op een oude postkaart

De oliemolen in het stampkot is reeds vermeld in 1575 en heeft gewerkt tot circa 1900. In 1920 staat het gebouw omschreven als "landgebouw". 
De graanmolen draaide tot 1960. Het binnenwerk van de graanmolen werd verkocht. Delen ervan zijn vandaag de dag terug te vinden in de Limburgse watermolen te Bocholt. 
Op oude postkaarten zien we de molen nog met 2 raderen. Eén voor de graanmolen en één voor de stampmolen. Het dubbel rad is vandaag niet meer aanwezig. 

## Beschermd erfgoed
Het molengebouw en de bijgebouwen samen met de bypass, boomgaard en woelkom werden erkend als beschermd monument door Agentschap Onroerend Erfgoed in 2009.